# Скулябихинский сельсовет
Скуля́бихинский сельсове́т — упразднённое сельское поселение в Ветлужском районе Нижегородской области.
Административный центр — деревня Скулябиха.
Законом Нижегородской области от 28 августа 2009 года № 130-З, сельские поселения Галкинский сельсовет, Мошкинский сельсовет и Скулябихинский сельсовет преобразованы, путём их объединения, в сельское поселение Мошкинский сельсовет с административным центром в селе Стрелица.

## Населённые пункты
В состав поселения входят:
- д. Скулябиха
- д. Бараниха
- п. Борок
- п. Голубиха
- д. Иванчиха